# World Cities Summit
A Cimeira das Cidades do Mundo ou Cimeira das Cidades do Mundo e das Alterações Climáticas (em inglês: The World Cities Summit) é um evento bienal que reúne decisores políticos e urbanistas com peritos científicos durante uma série de conferências com o objectivo de identificar soluções inovadoras para os problemas enfrentados pelas cidades contemporâneas.
As conferências reúnem membros do governo, presidentes de municípios, delegados de instituições governamentais, representantes de organizações internacionais, dirigentes económicos, académicos e membros da sociedade civil. A primeira cimeira teve lugar em Singapura, de 23 a 25 de Junho de 2008. A segunda cimeira teve lugar entre 28 de Junho e 1 de Julho de 2010.
Os temas em debate estão relacionados com o desenvolvimento sustentável das cidades, como a eficácia governativa, planeamento urbano, desenvolvimento de infra-estruturas, sustentabilidade ambiental, alterações climáticas, qualidade de vida e competitividade económica.

## Prémio Cidade Mundial Lee Kuan Yew
O Prémio Cidade Mundial Lee Kuan Yew é um prémio, igualmente bienal, destinado ao reconhecimento de pessoas e organizações que tenham contribuído de forma significativa para a criação de comunidades urbanas sustentáveis no mundo.